# 風間健介

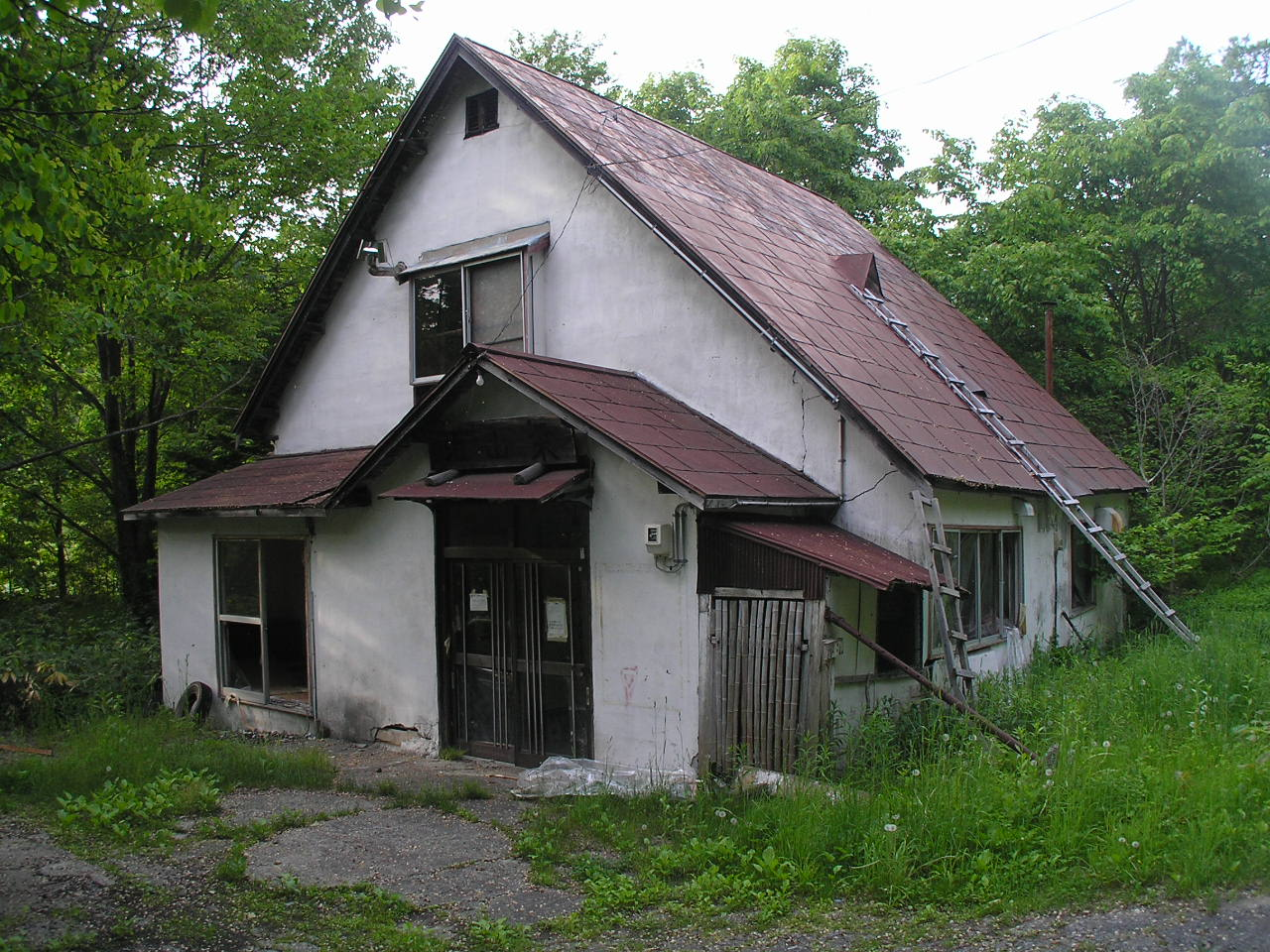
風間が2006年春まで暮らした夕張の風間健介邸（2006年6月20日撮影）

風間 健介（かざま けんすけ、1960年9月18日 - 2017年6月17日頃）は日本の写真家。かつて炭坑町として栄えた北海道夕張市に長年暮らし、作品を撮り続けた。

## 略歴

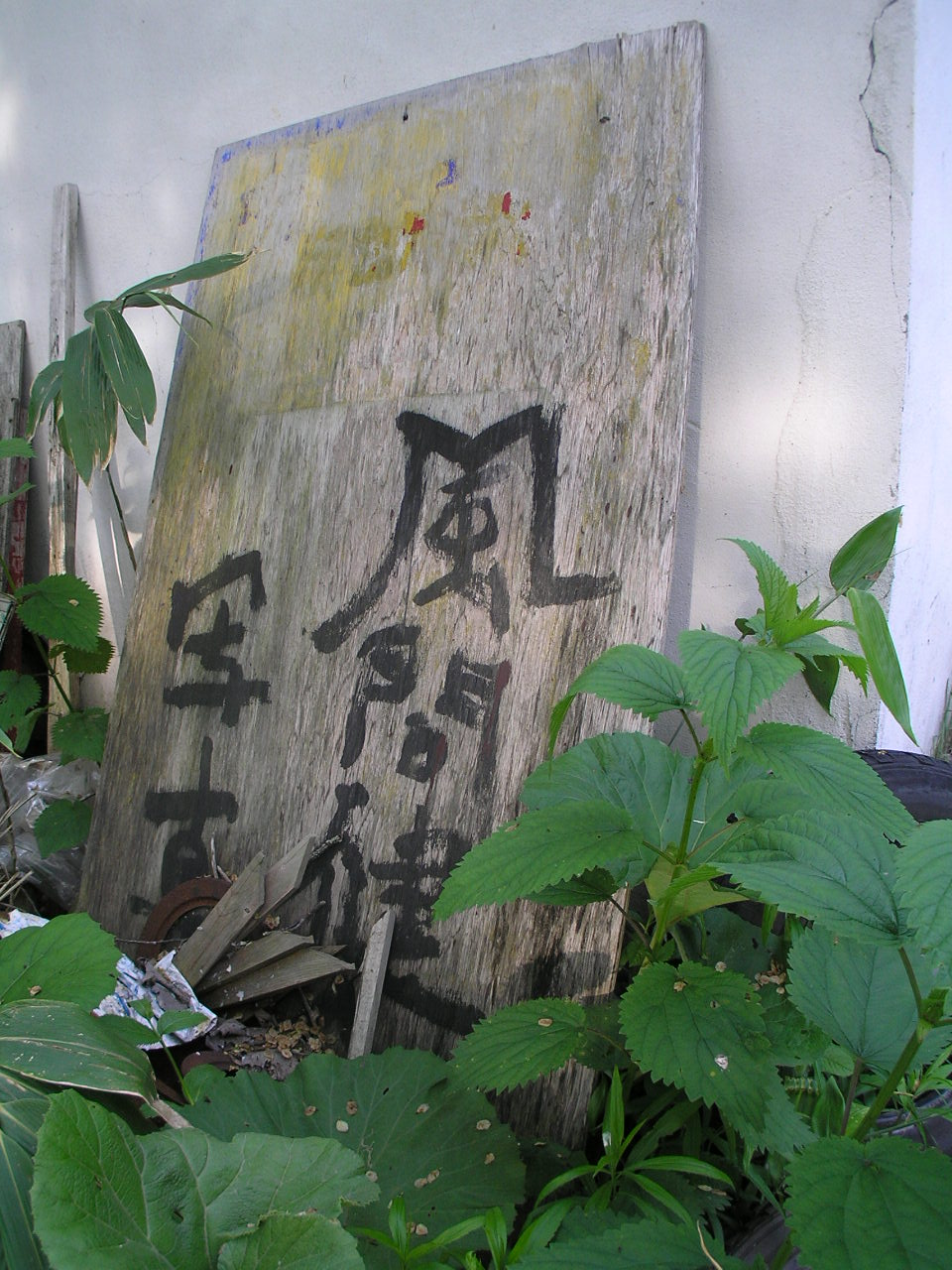
「風間健介写真館」玄関と看板

1960年、三重県津市生まれ。三重県立亀山高等学校卒業後、1978年東京へ。2年後には都内で写真展を開催する。1987年、北海道の南幌町へ移住。1989年、夕張市へ。写真集に『夕張』『そらち炭鉱遺産散歩』がある。夕張市清水沢清湖町の清湖公園隣に自宅「梁山泊」と「風間健介写真館」があった。
2006年春、夕張の自宅を離れ東京都武蔵野市に移住、写真館も閉鎖。その後夕張の自宅と写真館の建物はいずれも公園もろとも廃墟となり、清水沢清湖町の住民もごく僅かとなっている。2008年、武蔵野市から転居し、埼玉県狭山市入間川に自宅兼アトリエを作り精力的にドローイングなどの新しい作品作りに勤しんだ。2015年、千葉県館山市の空き家に転居し、写真館「ギャラリー風間」を構えた。
1994年から夕張市の写真は『日本カメラ』や『アサヒカメラ』に掲載される。また、東川フォトフェスタにも定期的に参加。2002年、第18回東川賞特別賞。『夕張』により2006年、日本写真協会新人賞、第18回「写真の会」賞、第19回ブックインとっとり・地方出版文化功労賞奨励賞を相次いで受賞した。

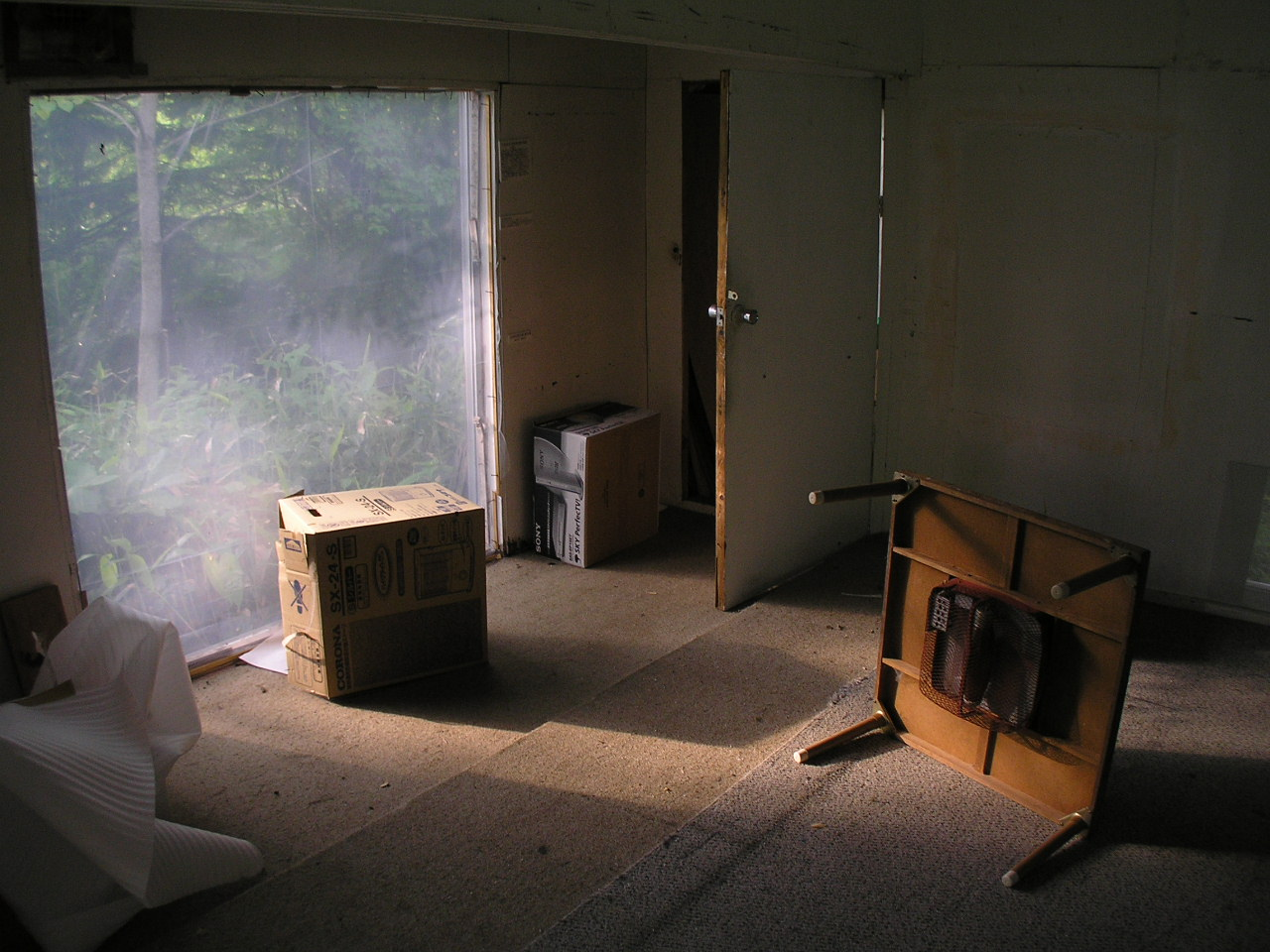
廃屋となった後の風間健介邸

2017年6月17日頃、館山市の自宅にて死去。56歳没。病死とみられる。孤独死であった。本人ブログ「館山日記」は「日記」の名の通り開設以来ほぼ毎日記事がアップされていたが、2017年5月頃から健康状態が悪化しているとの記載が見え、体調不良を訴え仕事の遅れを詫びる同年6月3日の記事が最後となった。
生涯独身であった。唯一の親族である弟とは若年の頃より疎遠であり、弟が葬儀や納骨を拒否したため無縁仏になるところを親友であった那覇市在住の宮田敬が千葉県警と館山市役所に交渉して許可をとり、遺骨を沖縄県に持ち帰った。中城村にあるメモリアルパークで永代供養、半分は本人の希望でもあった沖縄の海へ散骨した。
生前は職業写真家として自分の作品を売って生計を立てることにこだわりを持っていたという。風間が遺した作品は那覇市のライブスタジオ「NAHACHOP（ナハチョップ）」に常設展示されていたが、2018年11月をもってNAHACHOPは閉館となった。多くの作品は故人の友人たちにより、大切に保管されている。

## 評価
- 「画面からは乾いた叙情性と官能的な息遣いまでが伝わってくるようだ」（長野重一[7])
- 「一見すると炭坑遺産のドキュメンタリーと見えるが、よく見ればそれにとどまらず、彼の内面的な心情を写真化したもので、その意味ではアート的な表現と言うこともできよう」（梶原高男[8])
- 「モノクロームで丹念に写された写真群は人々のイメージに深く静かに進行していく。決して表層の複写ではなく、表現として芸術性といったものを獲得していく要因がある。注がれた確かなまなざしがあるからだ。」（大西みつぐ[9]）
- 「作者の感じた夕張は、いわばそのまま、人間世界の推移であり、作者が、それに自己の作家としての生きざまを託したのだと見る」（白簱史朗[10]）

## 主な写真展
- 2004年『風を映した街』（新宿ペンタックスフォーラム）
- 2006年『日本写真協会新人賞受賞展　夕張』（銀座フジフォトサロン）
- 2006年『写真の会賞展　夕張』（新宿プレイスM）
- 2006年『夕張』（水戸ギャラリーファイン）
- 2007年『夕張』（札幌北海道新聞プラザギャラリー)
- 2008年『風間健介 個展』(銀座アートギャラリーグラフ)
- 2009年『風間健介 個展』(三井ギャラリー東京 元ギャラリー円月)
- 2017年『風間健介展』(福岡 不思議博物館サナトリウム)
- 2017年7月-2018年11月『風間健介常設展』(那覇 ライブスタジオ NAHACHOP（ナハチョップ）)
- 2019年9月7日-11月4日『風間健介が見た景色 写真展』夕張市石炭博物館

## 主な出版物
- 『Live』 自費出版、1980年
- 『そらち炭鉱遺産散歩』札幌：共同文化社、2003年。ISBN 4-87739-088-X 写真を担当
- 『風間健介写真集：夕張』札幌：寿郎社、2005年。ISBN 4-902269-14-7
- 風間健介ミニアルバム「星の降る街」「風を映した街vol.1」「風を映した街vol.2」「川の記憶」「邂逅」「住友赤平炭坑」「ドローイング 3.11」「色彩の記憶」(カラー作品だけを集めたもの)の8冊)をNAHACHOPから刊行(公式サイト上からの注文販売のみ)。